# Coolham

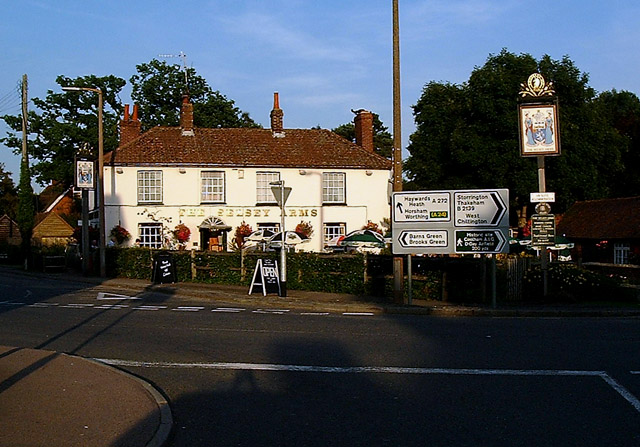
Selsey Arms

Coolham is een Engels dorp in West Sussex.
Van het dorp is vooral de Selsey Arms bekend, een oude houten herberg die op de kruising staat van de A272 en de B2139. Vroeger stond deze bekend als de Duke's Head, en daarvoor als The King of Prussia.

## Geschiedenis
De quakers hadden hier een nederzetting en hebben in 1889 de eerste school opgericht, de Coolham British School. De school verhuisde na de oorlog en heet nu de William Penn primary school, vernoemd naar William Penn.  
Tijdens de Tweede Wereldoorlog was hier een landingsstrip die achttien maanden werd gebruikt. Hij diende vooral ter voorbereiding van D-day. Het Poolse 306 Squadron RAF was hier gelegerd. 